# 正定站
正定站，位于中华人民共和国河北省石家庄市正定县，是京广铁路上的火车站，建于1902年，曾于2011年停止办理客运，2015年7月1日恢复客运。由中国铁路北京局集团石家庄南车站管辖。
正定站设有3条正线、3条到发线、1条贯通式货物线和1条尽头式货物线，设有通往河北省棉麻总公司正定公司、石家庄市金河石油化工、中国对外贸易运输总公司河北省分公司正定仓库等单位的专用线。石家庄货运线自本站出岔，下行货正线Ⅲ道由原到发线改建而成，上行货车则在车站南咽喉汇入京广正线。